# تفجير مسجد بيشاور 2023
وقع تفجير انتحاري داخل مسجد في منطقة خطوط الشرطة في بيشاور، خيبر باختونخوا، باكستان في 30 يناير 2023، في حوالي الساعة 1:30 ظهرًا بالتوقيت المحلي. حيث فجَّر المهاجم القنبلة أثناء صلاة الظهر، مما أسفر عن مقتل ما لا يقل عن 100 شخص وإصابة أكثر من 220 آخرين، من بينهم سبعة في حالة حرجة.

## خلفية
نُفِّذت العديد من هجمات المتمردين في مدينة بيشاور، وهي عاصمة وأكبر مدينة في خيبر بختونخوا في شمال غرب باكستان. وتشمل هذه الهجمات على المساجد في 2013 و2015 و2022.

## الهجوم
يقع المسجد داخل مجمع شديد الحراسة يضم مقر شرطة المحافظة وإدارة مكافحة الإرهاب. اجتاز الانتحاري عدة حواجز تديرها الشرطة المحلية دون أن يُكتشف. كان هناك ما بين 300 و400 ضابط شرطة حاضرين في المسجد في ذلك الوقت لأداء صلاة الظهر.
فجَّر المهاجم السترة الناسفة أثناء وقوفه في الصف الأول مع المصلين، مما تسبب في انفجار قوي أدى إلى انهيار سقف المسجد. قال شرطي نجا من الهجوم إنه رأى "اندفاعا هائلا من اللهب" قبل أن يحيط به عمود من الغبار الأسود. قُتل أكثر من 100 شخص وأصيب ضعف هذا العدد. 90٪ من الضحايا هم من ضباط الشرطة.

### مرتكب الجريمة
هوية الانتحاري غير معروفة حتى الآن.
أعلن مسؤولان صغيران من حركة طالبان باكستان مسؤوليتهما عن الهجوم نيابة عن حركة طالبان باكستان وقالا إنه كان انتقاما لاغتيال عمر خالد خراساني. ولكن في وقت لاحق، نفت الحركة طالبان باكستان، من خلال المتحدث باسمها، تورطها في هذا الحادث. حيث نفى المتحدث باسم حركة طالبان باكستان، محمد خراساني، أي ضلوع في الهجوم، وقال: «فيما يتعلق بحادثة بيشاور، نرى أنه من الضروري توضيح أن حركة طالبان باكستان لا علاقة لها بهذا الحادث. وفقا لقوانيننا ودستورنا العام، فإن أي عمل في المساجد والمدارس الدينية والجنازات وغيرها من الأماكن المقدسة يعد جريمة».

## ردود الفعل

### محليًا
أدان شهباز شريف، رئيس الوزراء الباكستاني، الهجوم، مشيرًا إلى أن الهجوم يتعارض مع الإسلام وأن باكستان برمتها تقف ضد "خطر الإرهاب". وأدان رئيس الوزراء السابق عمران خان التفجير، قائلاً: "من الضروري تحسين جمع المعلومات الاستخباراتية لدينا وتجهيز قوات الشرطة بشكل مناسب لمكافحة التهديد المتزايد للإرهاب".
واستنكر عدد من المشاهير الباكستانيين التفجير، بينهم حمزة علي عباسي، ونسيم شاه، وكمران أكمل، ومحمد حفيظ، وأحمد شهزاد، وبابار عزام، وعدنان صديقي.

### دوليًا
أثار الهجوم إدانة من خارج باكستان بما في ذلك كندا والولايات المتحدة والاتحاد الأوروبي والسعودية.
 الأمم المتحدة: أعرب الأمين العام للأمم المتحدة أنطونيو غوتيريش، في بيان صحفي، عن استنكاره وقوع الهجوم في دور للعبادة وأشار غوتيريش، «إلى أن التعبد بسلام وأمن حق عالمي من حقوق الإنسان»، وأكد الأمين العام، تضامن المنظمة الأممية مع حكومة وشعب باكستان، في جهود التصدي للإرهاب والتطرف المفضي إلى العنف.
 إيران: أدانت السفارة الإيرانية في إسلام آباد التفجير وأصدرت بيانا أدانت فيه الحادث الإرهابي الذي وقع في مسجد بيشاور وأعربت عن تعازيها لأسر الشهداء، وجاء في البيان: «في الوقت الذي تعرب فيه السفارة الإيرانية عن تعاطفها مع باكستان حكومة وشعبا، وخاصة المصابين، تتمنى الشفاء العاجل للمصابين».
 الإمارات العربية المتحدة: أدانت وزارة الخارجية والتعاون الدولي الهجوم، وأكدت أن «دولة الإمارات تعرب عن استنكارها الشديد لهذه الأعمال الإجرامية، ورفضها الدائم لجميع أشكال العنف والإرهاب التي تستهدف زعزعة الأمن والاستقرار، وتتنافى مع القيم والمبادئ الإنسانية». وأعربت عن «خالص تعازيها لحكومة جمهورية باكستان ولشعبها الصديق، ولأهالي وذوي ضحايا هذه الجريمة النكراء، وتمنياتها بالشفاء العاجل لجميع المصابين».
 مصر: أدانت وزارة الخارجية المصرية التفجير في بيان: «تتقدم مصر بخالص التعازي والمواساة لجمهورية باكستان الإسلامية الصديقة ولذوي الضحايا، وشددت على إدانتها لكافة أشكال العنف والتطرف والإرهاب، متمنية الشفاء العاجل للمصابين».
 لبنان: أدانت وزارة الخارجية والمغتربين اللبنانية، التفجير وأكدت في بيان أصدرته، «تضامنها الكامل مع باكستان في هذه الظروف الأليمة»، وتقدّمت الوزارة "بأحر التعازي من حكومة باكستان الصديقة وأهالي الضحايا وتأمل الشفاء العاجل للجرحى والمصابين".
 حزب الله: أدان في بيان الهجوم: «يُدين حزب الله بشدّة الجريمة المروّعة التي ارتكبتها الجماعات التكفيرية الإرهابية في مسجد يمتلئ بالمصلين في مدينة بيشاور الباكستانية وراح ضحيتها عشرات الشهداء وعدد كبيرٌ من الجرحى» وأضاف: «إنّ إصرار هذه العصابات على ارتكاب المجازر المهولة وضرب الأمن والاستقرار في بلاد المسلمين يستدعي تعاونًا وثيقًا بين حكومات هذه الدول لملاحقة هؤلاء القتلة الذين يتلطون زوراً خلف الدين، وتبيين فكرهم الضّال والمنحرف ومحاصرته والقضاء عليه، إنّ حزب الله إذ يدعو السلطات الباكستانية إلى تكثيف إجراءاتها الأمنية وملاحقة هؤلاء المجرمين ووضع حدّ لإرهابهم، يتقدَّم من عوائل الشهداء بأحر التعازي ويسأل الله لهم الرحمة وللجرحى الشفاء العاجل».